# Serge Élissalde
 (janvier 2011).
Si vous disposez d'ouvrages ou d'articles de référence ou si vous connaissez des sites web de qualité traitant du thème abordé ici, merci de compléter l'article en donnant les références utiles à sa vérifiabilité et en les liant à la section « Notes et références ».
Pour les articles homonymes, voir Élissalde.
Serge Élissalde est un réalisateur de films d'animation français, né le 30 juillet 1962 à Besançon.

## Biographie
Il dessine avec application dès l'âge de 3 ans. Il étudie le dessin et la peinture en section arts plastiques à la faculté de lettres de Bordeaux[Où ?]. Il est ensuite enseignant en dessin[pas clair] pendant deux ans, à Toulouse puis à Lille, en collège.
En 1986, il s'installe à Paris. Sa virtuosité de dessinateur le fait remarquer par l'équipe qui s'apprête à lancer la revue littéraire NYX et il se voit confier la réalisation de couvertures et l'illustration de nouvelles pour les trois premiers numéros.
Deux ans avant, il a décidé de se former en autodidacte aux techniques d'animation. Il commence par la réalisation d'un court-métrage en solitaire, « Le Balayeur », qui lui prend quatre ans, et qui est immédiatement un succès : il est primé à Hiroshima et à Los Angeles, et il est nommé pour le César du meilleur court métrage lors de la 18e cérémonie des César en 1993,.
Il co-crée ensuite sa propre structure professionnelle, « L'Atelier d'anim », et collabore parallèlement à sa production personnelle à de très nombreuses productions d'animation, comme Le monde est un grand Chelm, Rahan, Sharky et Georges, Bob et Scott, la série Les Aventures d'une mouche adaptée de la bande dessinée de Lewis Trondheim, Astérix et le Coup du menhir, Tintin[Lequel ?], etc.
Dans son second court métrage, La Vie secrète d'Émile Frout, il est assisté par une petite équipe puis, pour Raoul et Jocelyne, quelques dizaines de personnes travaillent sur le projet. Il réalise ensuite Verte, un film de commande de la chaîne de télévision française France 3, de type OAV, qui est une adaptation du livre homonyme de Marie Desplechin. Il réalise aussi pour TV5 une série appelée 1 minute au musée, coproduit par le Musée du Louvre, le Musée d'Orsay et la Réunion des musées nationaux dont les épisodes d'une minute décrivent chacun une œuvre différente à l'usage des enfants.
Il réalise en suite le long métrage U, adapté d'une œuvre écrite et dessinée par Grégoire Solotareff, avec qui il avait déjà collaboré pour le moyen métrage Loulou en 2003. Le film sort en France le 11 octobre 2006.
En 2008, il réalise Thé noir, en utilisant des simples ramettes de papier photocopie et un stylo-pinceau. Serge Élissalde devait ensuite adapter Le Jour des corneilles, d'après le roman homonyme de Jean-François Beauchemin, mais la réalisation de ce long métrage sera finalement assurée par Jean-Christophe Dessaint. Les personnages originaux et le story-board qu'il a créés sont cependant conservés.
Depuis 2012, il a réalisé deux nouvelles séries jeunesse : C'est Bon !, avec Folimage, une série pédagogique sur la voix de Jean-Pierre Coffe, et Boris, l'adaptation des livres de Mathis.
Il est l'invité d'honneur du Festival national du film d'animation de Bruz, organisé par l'AFCA, en décembre 2013.
Toujours animateur, il collabore entre autres à Betty's Blues et Mademoiselle Kiki et les Montparnos. En février 2014, Mademoiselle Kiki reçoit le César du meilleur court métrage d'animation lors de la 39e cérémonie des César,.
En tant qu'illustrateur, Il sort en 2013 son 1er roman jeunesse, L'Enfant sur la digue, sur un texte d'Éric Wantiez.
En 2015, il est appelé à la réalisation pour l’adaptation cinématographique de « L'Affaire de l'esclave Furcy », un film réunionnais, d'après l'œuvre de Mohammed Aïssaoui

## Filmographie

### Réalisation

#### Courts et moyens métrages
- Le Balayeur (1990) noir et blanc (dessin) 5 minutes
- La Vie secrète d'Émile Frout (1994) couleur (peinture), 20 minutes. Le clip de la chanson Johnny and Mary du groupe allemand The Notwist reprend 4 minutes de ce film
- Le Lapin sidéré (1995) coréalisateur avec Antonio Fischetti et scénariste 3 minutes 18[12],[13]
- Raoul et Jocelyne (2000) couleur (dessin sur papier, infographie), 12 minutes production Je Suis bien content
- Verte (2002), film de commande, adaptation du roman jeunesse éponyme de Marie Desplechin, couleur (infographie), 26 minutes
- Loulou (2003), court métrage
- Merlin contre le Père Noël (2004) d'après l'album de Joann Sfar et José-Luis Munuera
- Zoé Kézako (2004-2005), co-réalisé avec Fabrice Fouquet, série animée
- L'Homme de la Lune (2005), adaptation d'un roman d’Oscar Panizza, crayon mis en couleur par ordinateur, 17 minutes 30
- Thé noir (2008), court métrage de 5 minutes
- Pandas dans la mouise (2013), avec Lucille Duchemin, pilote pour 'Pandas dans la brume finalement refusé[14].
- Emile en ce miroir, utilisant un enregistrement dela voix d'Antonin Artaud
- Le Cerceau, d'après une œuvre d'Émile Cohl.
- 2017 : L'Homme le plus petit du monde de Juan Pablo Zaramella (scénariste)[15] ;
- 2017 : 5 euros, 9 minutes 30, les films de l'Arlequin avec la participation d'Arte[16],[15].

#### Séries animées
- 2005 : 1 minute au musée, 60 épisodes d'1 minute, série d'animation sur la peinture[6] ;
- 2012 : Boris, série d'animation d'après l'œuvre illustrée de Mathis ;
- 2013 : C'est bon ! (à partir du 1er octobre 2013), série éducative sur l'alimentation, co-réalisée avec Amandine Fredon et Jacques-Rémy Girerd, chez Folimage, avec la voix de Jean-Pierre Coffe pour France 3.

#### Long métrage
- U (2006), long métrage en collaboration avec Grégoire Solotareff

### Production
- Il coproduit en 2010, avec Olivier Catherin (qui fut directeur de l'AFCA), le dessin animé La Vénus de Rabo réalisé par François Bertin.
- Toujours avec Olivier Catherin, il coproduit Mademoiselle Kiki et les Montparnos (2012) réalisé par Amélie Harrault, qui obtient le César du meilleur court métrage d'animation.
- Il réalise quelques dessins d'enfant pour le long métrage en prise de vue réelle Le Nom des gens (2010) de Michel Leclerc
- Projet abandonné : Le Jour des corneilles (2012), adaptation d'un roman de Jean-François Beauchemin[17] par le studio Finalement. La réalisation du film a finalement été confié à Jean-Christophe Dessaint, les personnages originaux sont conservés et Serge Élissalde participe au storyboard.

### Autres
- Salut les toons (1996), émission jeunesse, création des personnages de Bob et Scott.
- Le Jour des corneilles (2012), long métrage d'animation, création des personnages originaux, collaboration au storyboard[18].
- Mademoiselle Kiki et les Montparnos (2012), réalisé par Amelie Harrault, court métrage d'animation, animateur
- Iqbal, l'enfant qui n'avait pas peur (2015), long métrage d'animation, création des personnages.

## Publications
- Un rêve brisé (sérigraphies en tirage limité, numérotées, signées à 35 exemplaires), Le Bestiaire, Atelier les Mains Sales, janvier 2012
- L'Enfant sur la digue, sur un texte d'Éric Wantiez, 2013

## Distinctions

### Récompenses
- Prix Émile-Reynaud 1990 pour Le Balayeur[19]
- Festival d'Hiroshima 1992 : prix spécial du jury pour Le Balayeur
- Prix Émile-Reynaud 1994, au Festival du film de Marly-le-Roi pour La vie secrète d’Émile Frout[20],[19] ;
- Prix du spécial télévision 1994 au Edera Film Festival de Trévise (Italie) pour La vie secrète d’Émile Frout'[20] ;
- Prix du meilleur film d’animation 2D, en 2009 au Festival international du film d'animation de Banja Luka (Banja Luka, Bosnie-Herzégovine) pour Thé noir[21] ;
- Prix du meilleur court-métrage (Escargot d’Or), 2009, au Slow Food on Film Festival  – Italy[21] ;
- Prix du Jury compétition nationale, 2009, Festival Séquence – Toulouse[21] ;
- César 2014 : César du meilleur court métrage d'animation pour Mademoiselle Kiki et les Montparnos

### Nominations et sélections
- César 1993 : nomination pour le César du meilleur court métrage pour Le Balayeur
- Festival d'Annecy 2007 : sélection officielle en compétition pour le Cristal du court métrage pour L'Homme de la lune

### Bases de données
- Ressources relatives à l'audiovisuel :   - AllMovie
  - Allociné
  - Filmportal
  - IMDb
  - Unifrance
- Notice dans un dictionnaire ou une encyclopédie généraliste :   - Deutsche Biographie
- Notices d'autorité :   - VIAF
  - ISNI
  - BnF (données)
  - IdRef
  - LCCN
  - GND
  - Espagne
  - Pologne
  - WorldCat

### Portraits et entretiens
- Biographie avec entretien sur Arte.tv.
- Portrait sur awn.com.
- Entretien sur la création de L'Homme de la lune et sur ses projets ultérieurs (mai 2008).

### Réalisations et productions
- Série 1 minute au musée sur TV5.org.
- Le Jour des corneilles affiche et images sur Finalement production.
- Extrait de Raoul et Jocelyne sur Toondra.com.

Œuvres intégrales visibles en ligne
- L'Homme de la Lune sur Arte.tv.
- Thé noir sur le site des Films de l'Arlequin.
- C'est bon (épisode Le Bon rythme) sur la chaîne officielle de Folimage sur Youtube.